# War (Kensington)
War is een single van Kensington. Het is afkomstig van hun album Rivals. Het nummer gaat over soldaten die aangeven nooit te willen vechten in een oorlog. De turners Epke Zonderland, Bart Deurloo en Casimir Schmidt figureren in de videoclip.

## Hitnotering

### Nederlandse Top 40
| Hitnotering: week 15-11-2014 t/m 06-06-2015 | Hitnotering: week 15-11-2014 t/m 06-06-2015 | Hitnotering: week 15-11-2014 t/m 06-06-2015 | Hitnotering: week 15-11-2014 t/m 06-06-2015 | Hitnotering: week 15-11-2014 t/m 06-06-2015 | Hitnotering: week 15-11-2014 t/m 06-06-2015 | Hitnotering: week 15-11-2014 t/m 06-06-2015 | Hitnotering: week 15-11-2014 t/m 06-06-2015 | Hitnotering: week 15-11-2014 t/m 06-06-2015 | Hitnotering: week 15-11-2014 t/m 06-06-2015 | Hitnotering: week 15-11-2014 t/m 06-06-2015 | Hitnotering: week 15-11-2014 t/m 06-06-2015 | Hitnotering: week 15-11-2014 t/m 06-06-2015 | Hitnotering: week 15-11-2014 t/m 06-06-2015 | Hitnotering: week 15-11-2014 t/m 06-06-2015 | Hitnotering: week 15-11-2014 t/m 06-06-2015 |
| Week:                                       | 1                                           | 2                                           | 3                                           | 4                                           | 5                                           | 6                                           | 7                                           | 8                                           | 9                                           | 10                                          | 11                                          | 12                                          | 13                                          | 14                                          | 15                                          |
| ------------------------------------------- | ------------------------------------------- | ------------------------------------------- | ------------------------------------------- | ------------------------------------------- | ------------------------------------------- | ------------------------------------------- | ------------------------------------------- | ------------------------------------------- | ------------------------------------------- | ------------------------------------------- | ------------------------------------------- | ------------------------------------------- | ------------------------------------------- | ------------------------------------------- | ------------------------------------------- |
| Positie:                                    | 34                                          | 32                                          | 37                                          | 29                                          | 26                                          | 22                                          | 18                                          | 15                                          | 16                                          | 15                                          | 11                                          | 7                                           | 9                                           | 9                                           | 9                                           |
| Week:                                       | 16                                          | 17                                          | 18                                          | 19                                          | 20                                          | 21                                          | 22                                          | 23                                          | 24                                          | 25                                          | 26                                          | 27                                          | 28                                          | 29                                          |                                             |
| Positie:                                    | 10                                          | 10                                          | 9                                           | 13                                          | 14                                          | 14                                          | 16                                          | 19                                          | 22                                          | 25                                          | 34                                          | 36                                          | 39                                          | 40                                          | uit                                         |

### NederlandseSingle Top 100
| Hitnotering: 15-11-2014 t/m | Hitnotering: 15-11-2014 t/m | Hitnotering: 15-11-2014 t/m | Hitnotering: 15-11-2014 t/m | Hitnotering: 15-11-2014 t/m | Hitnotering: 15-11-2014 t/m | Hitnotering: 15-11-2014 t/m | Hitnotering: 15-11-2014 t/m | Hitnotering: 15-11-2014 t/m | Hitnotering: 15-11-2014 t/m | Hitnotering: 15-11-2014 t/m | Hitnotering: 15-11-2014 t/m | Hitnotering: 15-11-2014 t/m | Hitnotering: 15-11-2014 t/m | Hitnotering: 15-11-2014 t/m | Hitnotering: 15-11-2014 t/m | Hitnotering: 15-11-2014 t/m | Hitnotering: 15-11-2014 t/m | Hitnotering: 15-11-2014 t/m | Hitnotering: 15-11-2014 t/m | Hitnotering: 15-11-2014 t/m |
| Week:                       | 1                           | 2                           | 3                           | 4                           | 5                           | 6                           | 7                           | 8                           | 9                           | 10                          | 11                          | 12                          | 13                          | 14                          | 15                          | 16                          | 17                          | 18                          | 19                          | 20                          |
| --------------------------- | --------------------------- | --------------------------- | --------------------------- | --------------------------- | --------------------------- | --------------------------- | --------------------------- | --------------------------- | --------------------------- | --------------------------- | --------------------------- | --------------------------- | --------------------------- | --------------------------- | --------------------------- | --------------------------- | --------------------------- | --------------------------- | --------------------------- | --------------------------- |
| Positie:                    | 71                          | 73                          | 61                          | 45                          | 40                          | 52                          | 46                          | 34                          | 27                          | 20                          | 13                          | 16                          |                             |                             |                             |                             |                             |                             |                             |                             |

### VlaamseUltratop 50
War kwam hier niet verder dan de tipparade

### NPO Radio 2 Top 2000
| Nummer met noteringen in de NPO Radio 2 Top 2000 | '15 | '16 | '17 | '18 | '19 | '20 | '21 | '22 | '23 | '24  |
| ------------------------------------------------ | --- | --- | --- | --- | --- | --- | --- | --- | --- | ---- |
| War                                              | 73  | 120 | 230 | 367 | 435 | 543 | 527 | 626 | 849 | 1056 |

1. ↑  Een vetgedrukt getal geeft de hoogste notering aan.
2. ↑  2015 was het eerste jaar met een notering voor dit nummer.

Eloi Youssef · Casper Starreveld · Niles Vandenberg · Jan Haker